# Chiesa di San Fidenzio (Polverara)
La chiesa di San Fidenzio è la parrocchiale di Polverara, in provincia e diocesi di Padova; fa parte del vicariato di Legnaro.

## Storia
Si sa che a Polverara fu costruita una chiesa nel 970. L'antica parrocchiale di Polverara era la chiesa oggi non più esistente di Sant'Ermacora, ma, nel 1489, la parrocchialità venne trasferita presso quella di San Fidenzio. È accertato il fatto che, nel XVI secolo, la parrocchiale crollò e che, nel 1571, ne fu edificata una nuova, che fu poi rimaneggiata nel secolo successivo.
L'attuale parrocchiale di Polverara venne costruita nel 1780 e la facciata fu rifatta nel 1899. Nel 1926 vennero edificati l'abside e le due cappelle ai lati del presbiterio, nel 1937 si realizzò il battistero e nel 1938 fu installato il nuovo organo. Nel 1967 la facciata fu ritinteggiata e, nel 1989, vennero rifatti gli intonaci e la pavimentazione.

## Interno

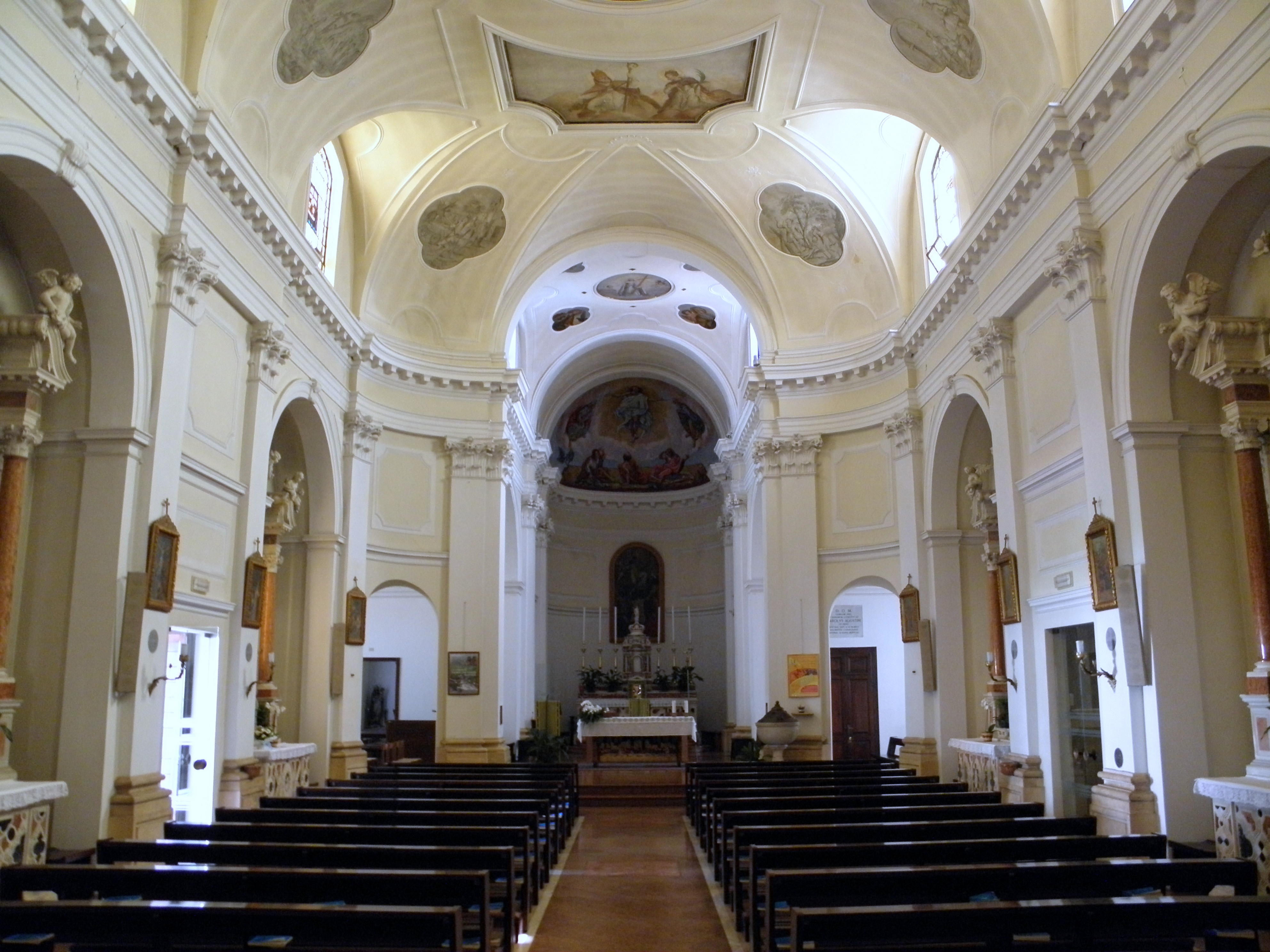
L'interno

Dietro l'altar maggiore è collocata la pala raffigurante San Fidenzio in gloria tra San Giovanni Battista e un apostolo, dipinta da un autore ignoto di scuola veneta tra il 1625 ed il 1650. Questa pala veniva portata in processione per le vie del paese su un carro trainato da buoi fino agli anni sessanta.